# Juntikkarivier
De Juntikkarivier (Juntikkajoki) is een rivier, die stroomt in de Zweedse  gemeente Kiruna. De rivier ontstaat als afwateringsrivier van het moeras Juntikkavuomat. De rivier stroomt zuidwestwaarts door onbewoond gebied en stroomt na ongeveer 2 kilometer  de Junorivier in.